# ژاک لافیت
ژاک-هنری لافیت (فرانسوی: Jacques-Henri Laffite‎؛ زادهٔ ۲۱ نوامبر ۱۹۴۳ در پاریس) رانندهٔ سابق مسابقات اتومبیل‌رانی فرمول یک اهل فرانسه است که از فصل ۱۹۷۴ تا ۱۹۸۶ در مجموع در ۱۸۰ گراند پری شرکت کرد.
لافیت در طول دوران فعالیت خود در فرمول یک ۷ بار مسابقه را از پول پوزیشن آغاز کرد و در ۷ مسابقه موفق شد سریع‌ترین زمان طی یک دور پیست را به نام خود ثبت کند. او در این مسابقات ۳۲ بار بر روی سکو رفت، مجموعاً ۶ بار به پیروزی دست یافت و ۲۲۸ امتیاز را به نام خود به‌ثبت رساند.